# Vlaktaks

Vlaktaks in Europa
ingevoerd
gepland
afgeschaft

De vlaktaks of proportionele belasting is een vorm van inkomstenbelasting waarbij ieder inkomen met hetzelfde percentage wordt belast. De vlaktaks houdt het midden tussen de progressieve belasting, waarbij het tarief hoger wordt naarmate het inkomen stijgt en de degressieve belasting, waarbij het tarief lager wordt naarmate het inkomen stijgt.

## Theorie
In de economische wetenschap is de vlaktaks veelvuldig bestudeerd, soms in combinatie met een negatieve inkomstenbelasting of basisinkomen. Een budgetneutrale invoering van de vlaktaks kan door een relatief hoog tarief te kiezen of door een relatief lager tarief te combineren met het verbreden van de heffingsgrondslag, door aftrekposten geheel of gedeeltelijk te laten vervallen. Een bijkomend voordeel van een vlaktaks is dat het systeem eenvoudiger wordt, daarmee beter te controleren en uiteindelijk dus kostenbesparend werkt voor de overheid. In Rusland verdubbelden de belastinginkomsten na de invoering van een vlaktaks van 13%.
In de jaren 70 legde de Amerikaanse econoom Arthur Laffer met de zogenaamde Laffercurve het verband tussen belastingopbrengsten en belastingtarieven vast. Hij stelde dat er een verband is tussen de hoogte van belastingopbrengsten en de hoogte van het belastingtarief. Bij een stijgend belastingtarief zal de belastingopbrengst minder dan evenredig stijgen of zelfs dalen. Belastingplichtigen zullen bij een hoger tarief minder geprikkeld worden om hard te werken, waardoor het hogere tarief wordt toegepast op een kleiner inkomen, met minder belastinginkomsten voor de overheid als gevolg.
Het waren Robert Hall en Alvin Rabushka die de vlaktaks in hun boek The Flat Tax introduceerden. De vlaktaks ziet er volgens hun als volgt:
- Elke vorm van inkomsten wordt slechts één maal belast,
- Het belast de inkomsten uniform, volgens eenzelfde percentage,
- Er wordt een onderscheid gemaakt tussen vennootschappen en individuen en
- Individuen hebben een grote belastingvrije schijf.

### Benthamse progressie
De belastingvrije schijf geeft aan de vlaktaks een progressief karakter. Zo kunnen sociale correcties uitgevoerd worden door de belastingvrije schijf aan te passen. De belasting die een individu moet betalen wordt dan als volgt berekend:
inkomstenbelasting = vlaktakstarief X (inkomsten – belastingvrije schijf)
Een voorbeeld werkt als volgt. Een vlaktaks kent een belastingvrije schijf van 20.000 en een tarief van 40%. Individu A verdient 20.000, individu B verdient 40.000, individu C verdient 50.000, individu D verdient 60.000, individu E verdient 100.000, en individu F verdient 150.000 euro. De afgeronde belastingdruk bedraagt dan:
|   | inkomen | onbelast | heffing | betaalde belasting | druk |
| - | ------- | -------- | ------- | ------------------ | ---- |
| A | 20.000  | 20.000   | 40 %    | 0                  | 0 %  |
| B | 40.000  | 20.000   | 40 %    | 8.000              | 20 % |
| C | 50.000  | 20.000   | 40 %    | 12.000             | 24 % |
| D | 60.000  | 20.000   | 40 %    | 16.000             | 27 % |
| E | 100.000 | 20.000   | 40 %    | 32.000             | 32 % |
| F | 150.000 | 20.000   | 40 %    | 52.000             | 35 % |

Er is hierdoor dus voor de individuen B en verder een milde progressie ontstaan, die ook wel bekendstaat als de Benthamse progressie, naar de filosoof Jeremy Bentham. De effectieve belastingdruk neemt met het stijgen van het inkomen toe tot vrijwel gelijk aan het tarief van de vlaktaks.

### Uitgavenbelasting
Om productiviteit niet te ontmoedigen kan er ook voor worden gekozen om de belastingdruk van de inkomsten, op arbeid naar de uitgaven, naar de consumptie te verplaatsen. Aangezien mensen met een hoog inkomen meer uitgeven, betalen zij ook het merendeel van deze belasting. Dat is de veronderstelling.
In de VS zet de 'FairTax'-beweging zich in voor een consumptiebelasting die alle bestaande belastingen vervangt.

## België
In België was de groene partij Agalev in 1985 de eerste die de idee van een vlaktaks lanceerde (van 50%). Onder impuls van hoogleraar Philippe Van Parijs in Louvain-la-Neuve namen Agalev en Ecolo het basisinkomen in hun programma op, net als andere groene partijen in Europa. Het economisch programma van Mechelen (Agalev, 1985) bevatte een door Karel Anthonissen uitgerekend plan dat het basisinkomen koppelde aan een eenvormige belastingvoet van 50%. Wanneer een kwart van het nationaal inkomen aan een basisinkomen werd toegewezen, was er voor elke meerderjarige een bedrag van 10.000 BEF per maand, en 5.000 BEF voor elk kind. Critici noemden deze bedragen te weinig voor een echt basisinkomen. De Vlaamse groenen kozen dus voor een bescheiden, zeg rechts,  basisinkomen, gekoppeld aan een tamelijk hoge, linkse, vlaktaks. Het hoge belastingtarief van 50% was evenwel nog een stuk lager dan het toen bestaande maximale tarief van 72% in de personenbelasting. Dat is intussen naar 50% teruggebracht. Deze eenvoudige groene fiscale zekerheid zou niet zozeer de economische groei stimuleren maar de mensen bij tijd en wijle de kans geven "uit de markteconomie en uit de staatseconomie" te stappen. Later gingen de Belgische groene partijen opnieuw over naar een meer klassiek links programma.
VLD-Vivant heeft in 2005 op zijn economisch congres voorstellen gedaan om de vlaktaks in te voeren. Op korte termijn zouden de vijf belastingschijven herleid worden naar twee, zoals in Nieuw-Zeeland, vergelijk met FairTax, en zou op lange termijn een zuivere vlaktaks worden ingevoerd. De sp.a (Vooruit) heeft zich er tegen uitgesproken.
Lijst Dedecker heeft van een vlaktaks, met belastingvrije schijf voor de laagste inkomens, een van zijn belangrijkste programmapunten gemaakt. Het Vlaams Belang maakt plannen om de vlaktaks als programmapunt op te nemen. De N-VA heeft het op dit moment nog niet in haar programma opgenomen.

## Nederland

### Voorstellen
Voorstellen voor een basisinkomen zijn in de jaren 80 en in de jaren 90 van de 20e eeuw in Nederland meermalen gedaan, waaronder door de minister van economische zaken Wijers (D66). De VVD nam in 2005 de invoering van de vlaktaks op in haar partijprogramma. De PvdA vindt invoering van een vlaktaks onder voorwaarden bespreekbaar. Wel wil de partij een tweede belastingtarief voor de topinkomens. D66 staat er niet negatief tegenover, maar zegt wel dat de hypotheekrenteaftrek erbij betrokken moet worden.
In september 2005 stelde de Raad voor Economische Adviseurs voor om een vlaktaks in te voeren ter hoogte van 40-44%. Dit zou moeten worden gefinancierd door minder aftrekposten toe te staan en 65-plussers meer belasting te laten betalen.
Het verkiezingsprogramma van Trots op Nederland voor de Tweede Kamerverkiezingen van 2010 bevatte een voorstel om de inkomstenbelasting om te vormen naar een vlaktaks van 25%. Ook de SGP ziet wel wat in de vlaktaks en vindt net als D66 dat de hypotheekrenteaftrek hierbij betrokken moet worden. De PVV heeft haar mening herzien wat betreft de vlaktaks, en staat er nu negatief tegenover, aangezien het gepaard zou gaan met de afschaffing van de hypotheekrenteaftrek. Het Wetenschappelijk Instituut van het CDA schreef in 2009 een rapport waarin het voorstellen deed voor een sociale vlaktaks. Het hoge aantal toeslagen kan worden beperkt met een sociale vlaktaks.

### Praktijk
Bij de belastingherziening in 2001 werd voor inkomen uit sparen en beleggen (box 3) een vlaktaks ingesteld van 30% op de forfaitaire inkomsten, die toen  gesteld werden op 4% van het vermogen. Sinds 2017 is het forfaitaire rendement progressief afhankelijk van het vermogen, en de belasting daarmee ook. Voor inkomen uit aanmerkelijk belang (box 2) werd een vlaktaks van 25% vastgesteld.
Op 1 januari 2011 is op de eilanden van Caribisch Nederland een vlaktaks met een tarief van 30,4% voor de loonbelasting ingevoerd. Dat gebeurde inclusief premies AOV / AWW / werknemersdeel zorgverzekering Caribisch Nederland. De loon- en inkomstenbelasting kent (in 2013) een belastingvrije som van USD 11.387. De belastingvrije som wordt verhoogd als het huishouden ook minderjarige kinderen kent: 1.460 dollar extra bij een kind en 2.920 dollar extra bij twee of meer kinderen. Voor ouderen wordt de belastingvrije som verhoogd met 1.287 dollar. Aanvankelijk wilde de regering ook een vlaktaks voor de inkomstenbelasting van 30,4% invoeren, maar ze besloot toch tot het instellen van een tweede schijf van 35,4% voor een belastbaar inkomen van (in 2013) 263.250 dollar of meer, met als reden om "tegemoet te komen aan de gevoelens van rechtvaardigheid die leven op de BES-eilanden."
Vanaf 2021 krijgt Nederland een sociale vlaktaks. Maar door de afbouw van diverse heffingskortingen zullen middeninkomens over extra inkomens nog steeds aanzienlijk meer belasting betalen dan het percentage van de sociale vlaktaks.

## Buiten België en Nederland
Estland voerde als eerste land de vlaktaks in 1994 in, en legde die op 26%. Andere Midden- en Oost-Europese landen volgden het voorbeeld: Rusland, Litouwen, Letland, Oekraïne en Slowakije. Tsjechië en Polen hebben het ook op hun agenda geplaatst. Vanaf 2008 voert ook Bulgarije een vlaktaks van 10%. Per 2011 heeft Hongarije een feitelijke vlaktaks van 16%.
Ook Nieuw-Zeeland paste het principe van belastingsvereenvoudiging toe, maar behield twee belastingstarieven: van 21,5% en van 33%, afhankelijk van het inkomen.
In de Verenigde Staten wordt de vlaktaks niet toegepast, daar is een progressieve belastingheffing. De tarieven zijn echter aan de bovenkant sinds ca. 1980 ten tijde van de regering-Reagan drastisch verlaagd, de zogenaamde Reaganomics. Dit proces is ook in andere westerse landen zichtbaar.

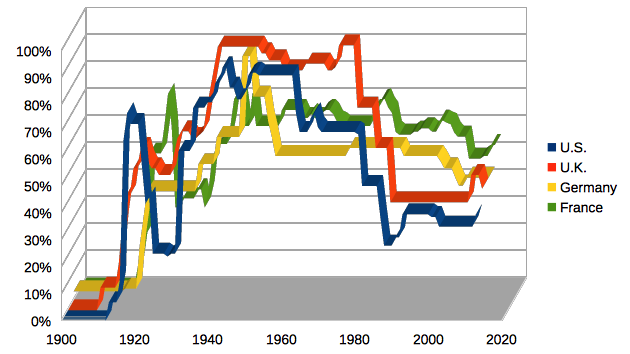
Inkomstenbelasting in historisch perspectief: toptarieven in vier geïndustrialiseerde landen, 1900–2013.